# Raoultibacter
Raoultibacter es un género de bacterias grampositivas de la familia Eggerthellaceae. Fue descrito en el año 2022. Su etimología hace referencia al microbiólogo francés Didier Raoult. Son bacterias anaerobias y móviles. Se han aislado de heces humanas en pacientes sanos. 

## Taxonomía
Actualmente existen 2 especies descritas:
- Raoultibacter massiliensis
- Raoultibacter timonensis